# Friedrich von Camerer
Friedrich von Camerer (* 30. Dezember 1803 in Ellwangen (Jagst); † 25. Januar 1863 in Stuttgart) war ein deutscher Richter und Politiker.

## Leben
Camerer, Sohn eines Oberlandesregierungsrates und katholischer Konfession, studierte ab 1823 Rechtswissenschaften in Tübingen. Seit 1823 war er Mitglied der Burschenschaft Germania Tübingen. 
Nach dem Referendariat war er im Justizdienst tätig. Er wurde 1837 Oberjustizassessor und 1842 Oberjustizrat beim Kreisgerichtshof Esslingen und ab 1850 zugleich Präsident des Schwurgerichts. 1854 wurde er Obertribunalrat beim Kreisgerichtshof Stuttgart. Er gehörte dem Staatsgerichtshof als vom König ernanntes Mitglied an.
1851 zog er für das Oberamt Neresheim in die Zweite Kammer der Württembergischen Landstände ein. Nach seinem Ausscheiden 1855 wurde er 1856 erneut gewählt.

## Ehrungen
- 1858 Ritter des Ordens der Württembergischen Krone